# Tala (náutica)
Tala, em náutica, são réguas de madeira ou plástico que direcionam a saída do ar na vela para o lado oposto ao mastro.  Atuam enrijecendo a vela e mantendo uma forma desejada e contribuem também para evitar o panejamento da valuma. 